# Breitenfeldi csata (1631)
A breitenfeldi csata a harmincéves háború egyik nagy csatája volt, melyben a Gusztáv Adolf vezette svédek döntő győzelmet arattak a Tilly gróf vezette császári, illetve liga csapatok felett. A svédek győzelmét elsősorban a jobb vezetés, valamint a létszámbeli és tüzérségi fölény hozta meg.

## Előzmények
A harmincéves háború svéd szakasza 1630-ban kezdődött, amikor Gusztáv Adolf svéd király partra szállt Usedomon. A svédek a háborútól saját balti birodalmuk növelését várták, de belépésükben szerepe volt a franciák nyomásának is, akik mindenképp tenni akartak valamit Habsburg ellenfeleik ellen ezen a fronton. A svéd csapatok egészen addig kitértek az összeütközés elől, amíg a protestáns fejedelmektől és Szászországtól elég erősítésre tettek szert, amivel létszámbeli fölényhez jutottak a császáriakkal szemben. A császáriak túl későn reagáltak a svéd és a szász erők egyesülésére, csak akkor támadták meg Szászországot, amikor már a találkozó a két sereg között lezajlott. Tilly ennek ellenére esélyt látott a győzelemre. Az volt a terve, hogy elit egységeivel a jobbszárnyon legyőzi az újonc szászokat, majd minden erejét a svédek ellen fordítja.

## A csata

### A két sereg felállása
A császáriak hagyományos módon álltak fel, soraikban két horvát és négy magyar lovasezred szolgált (egyébként a nehezebben mozgó páncélos svéd lovasok nem szívesen elegyedtek harcba a könnyű horvát, kozák, magyar és tatár lovasokkal, mert sokkal fürgébben mozogtak). Középen a tüzérség mögött mély formációkban helyezkedett el a négy dandárra osztott gyalogság, a jobbszárnyon Fürstenberg gróf irányítása alatt a legjobb lovasezredek foglaltak helyet, amiket az Isolani gróf vezette horvát könnyűlovasezred, valamint a Wangler-gyalogezred támogatott, a lovasság soraiban pedig négy magyar lovasezred is állt. A balszárnyat Pappenheim gróf vezette, amely a maradék nehézlovasságból és a Holstein-gyalogezredből állt. A tartalék öt lovasszázadból állt, a centrum jobb oldalán foglalt helyet, a szászok lerohanására. 

A svédek és a szászok egymás mellett, de külön-külön álltak fel. A szászok a császáriakhoz hasonlóan a centrumba mély alakzatba felállított gyalogságot, a szárnyakra kis létszámú lovasságot helyeztek ki, tüzérségüket a centrumuk jobb oldalára helyezve.

A svéd hadsereg a tűzerő maximalizálása érdekében széles alakzatot vett föl, hét gyalogezredük mindegyike három zászlóaljra oszlott, egy zászlóalj elöl, kettő mögötte támogatásként. Az első vonalat négy ilyen gyalogezred alkotta, mögöttük 500 lovas jelentette a közvetlen támogatást, a második vonal három gyalogezredből állt, őket 700 lovas támogatta. A svédek szárnyán lévő lovasság első soraiban muskétások helyezkedtek el, akik a lovasok pisztolyaihoz adtak tűztámogatást, a császári vértesekkel szemben.
A svéd seregben szolgáltak nagy számmal német nemzetiségű zsoldosok, továbbá skótok és angolok is.

### A császári támadás a szászok ellen

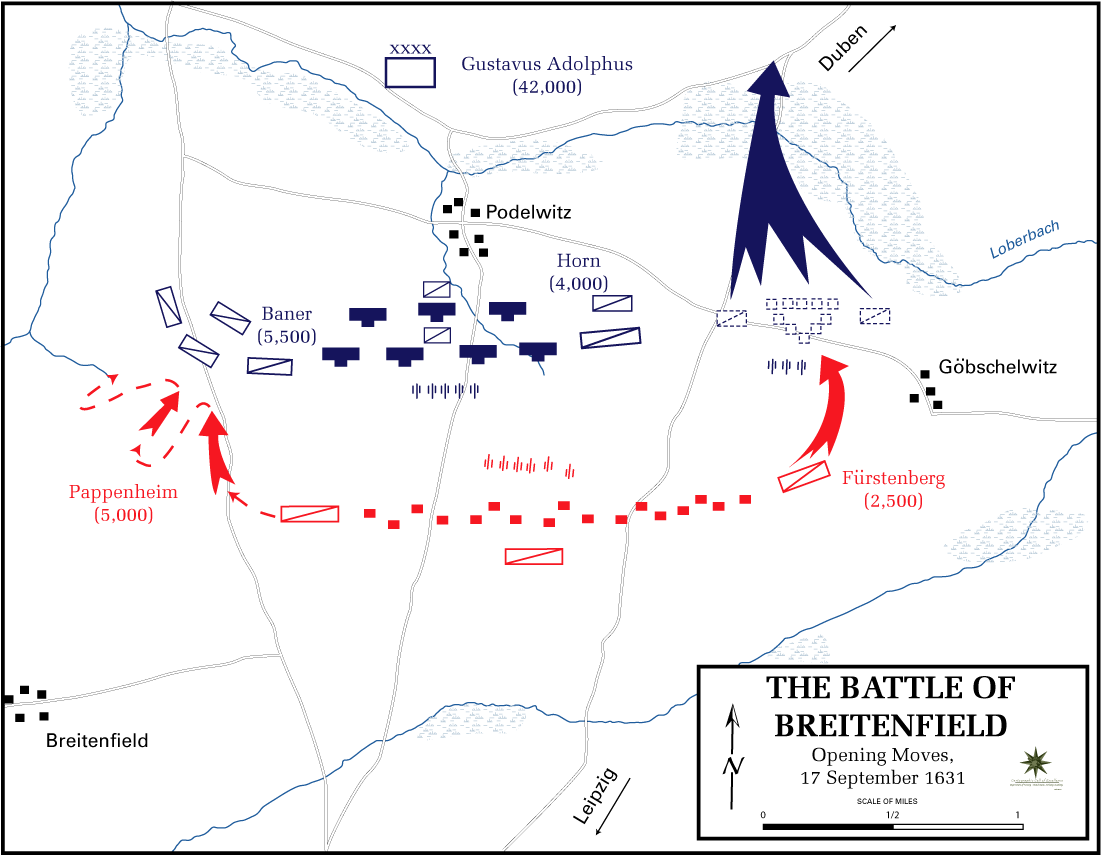

A svédek és a szászok korán reggel vonultak fel északi irányból, heves harcot folytatva a Podelwitz falut (ma Rackwitz része) védő horvát lovassággal. 600 méterre közelítették meg a császári csapatokat, akiknek a tüzérsége tüzet nyitott. A protestáns erők viszonozták a tüzet, tüzérségi fölényüknek köszönhetően sokkal több kárt okozva a császáriakban, mint amennyit ők elszenvedtek. Délután két órakor a Tilly kiadta a parancsot a támadásra, Fürstenberg és Pappenheim lovassága támadásra indult a szárnyakon. Pappenheimet visszaverte a svéd jobbszárny lovasságának és muskétásainak össztüze, Fürstenberg azonban el tudta űzni a kis létszámú szász lovasságot. Ezután a császári vértesek oldalba támadták a szászok gyalogsági centrumát, ami pánikba esett és menekülni kezdett.

### A császári támadás a svédek ellen

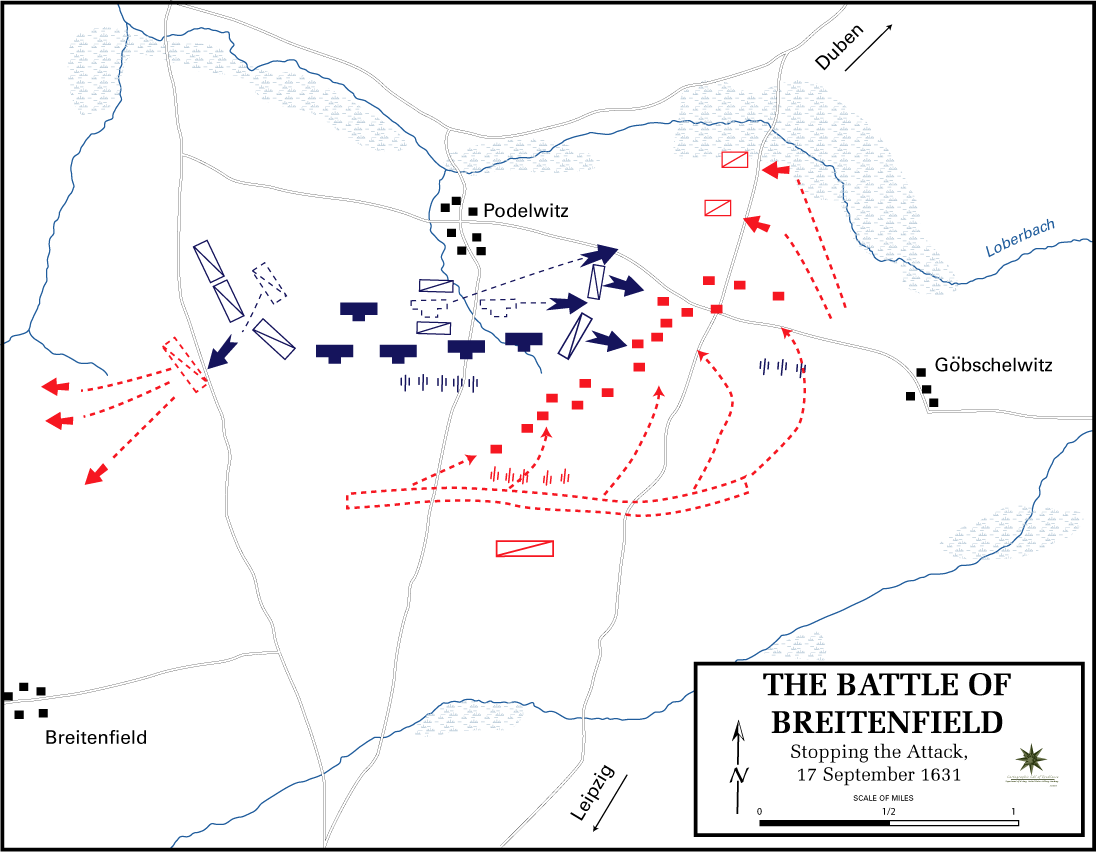

A császári gyalogság fél 3 körül ívben jobbra fordulva előrenyomult, hogy a szászok megfutamodásával szabaddá vált svéd balszárnyat megtámadja. Horn, a svéd balszárny parancsnoka áthelyezte a svéd második vonalat egy észak-dél irányban álló újabb vonalba, hogy felfogja a támadást. A császári egységek rosszul időzítették támadásaikat, a különálló dandárok nem egyszerre érkeztek, így a svédek komoly veszteségeket okozva sorozatosan visszaverték őket. Amellé a svéd muskétások rendkívül gyors sortüzeket zúdítottak az ellenségre, mert királyuk a csata előtt addig gyakorlatoztatta őket, amíg ők tudták a leggyorsabban lőni és újratölteni fegyvereiket.

### A svéd ellentámadás

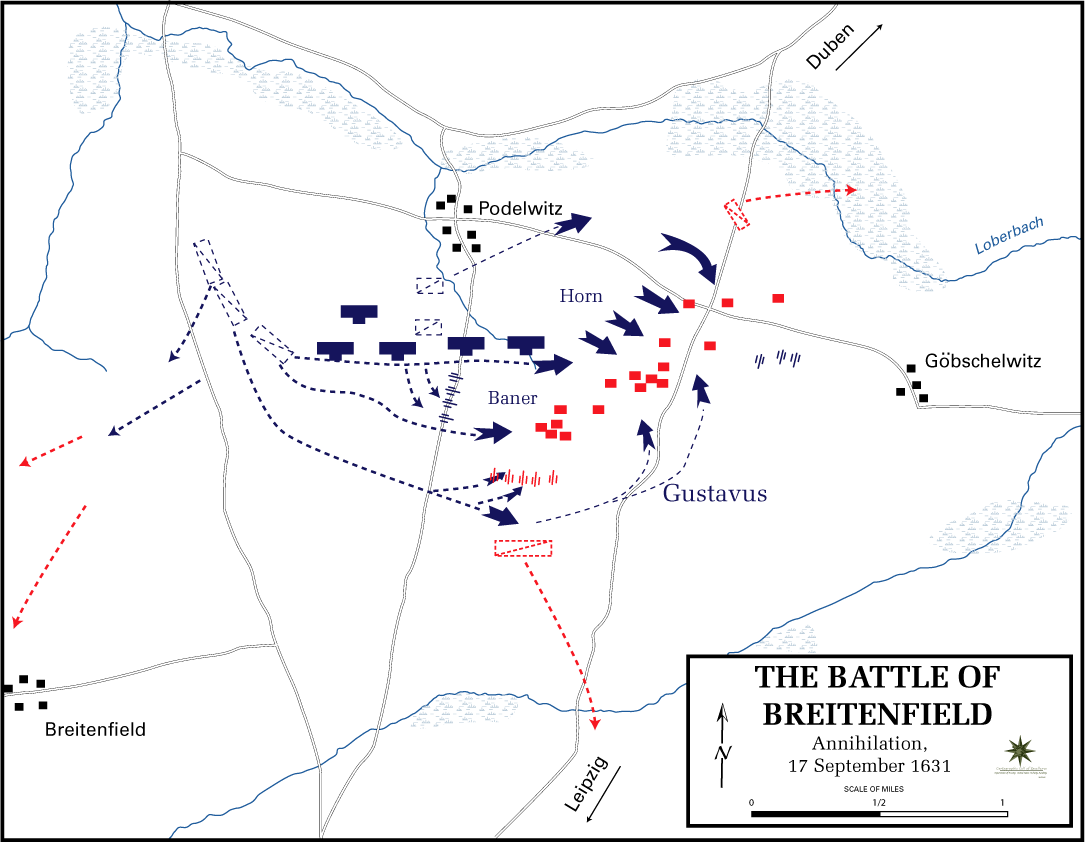

Horn és Gusztáv Adolf 4 óra után ellentámadást indítottak a kivérzett császáriak ellen. A császári balszárnyról elűzték Pappenheimet és a svéd királynak sikerült meglepetésszerűen elfoglalni Tilly tüzérségét, hátulról is tűz alá vonva annak megingó gyalogságát. A császáriak az ellentámadást és a kettős tüzet már nem bírták, így menekülni kezdtek. A sereg nagy része elpusztult, a több mint hétezer német halott többsége az első sortüzek következtében esett el, s a kilencezer fogoly már menekülés közben esett fogságba. Pappenheim némi lovassággal el tudott menekülni, a tüzérség viszont teljes mértékben a svédek kezébe került.

## Következmények
A Katolikus Liga hadserege szétesett és négy év múlva fel is oszlott, Tilly nem sokkal később meghalt, így ismét Wallenstein lett a császári hadsereg főparancsnoka, aki 1632-ben vereséget szenvedett Gusztáv Adolftól Lützennél, azonban a svéd király elesett a csatában.

Breitenfeldi csata